# Margaret Peterson Haddix
Œuvres principales
- Série Les 39 Clés

Margaret Peterson Haddix, née le 9 avril 1964 à Washington Court House en Ohio, est une romancière américaine de littérature d'enfance et de jeunesse.

## Biographie
Margaret Peterson Haddix est américaine. Elle est née le 9 avril 1964 à Washington Court House en Ohio aux États-Unis. Avant d'être romancière, elle était rédactrice dans deux journaux le Fort Wayne Journal Gazette et le Indianapolis News. Et elle a aussi enseigné l'anglais dans un collège à Danville en Illinois pendant dix ans.

## Œuvres

### SérieShadow Children
1. L'Enfant interdit, Rageot, 2001 ((en) Among the Hidden, 1998), trad. Ariane Bataille, 192 p.  (ISBN 978-2-7002-2716-1)
2. (en) Among the Impostors, 2001
3. (en) Among the Betrayed, 2002
4. (en) Among the Barons, 2003
5. (en) Among the Brave, 2004
6. (en) Among the Enemy, 2005
7. (en) Among the Free, 2006

### SérieLes Orphelins du temps
1. La Liste, Toucan, 2009 ((en) Found, 2008), trad. Franck Poncelet, 335 p.  (ISBN 978-2-8100-0283-2)
2. La Fuite, Toucan, 2009 ((en) Sent, 2009), trad. Franck Poncelet, 335 p.  (ISBN 978-2-8100-0318-1)
3. Sabotage, Toucan, 2011 ((en) Sabotaged, 2010), trad. Franck Poncelet, 365 p.  (ISBN 978-2-8100-0336-5)
4. Déchirure, Toucan, 2012 ((en) Torn, 2011), trad. Franck Poncelet, 364 p.  (ISBN 978-2-8100-0438-6)
5. (en) Caught, 2012
6. (en) Risked, 2013
7. (en) Revealed, 2014
8. (en) Redeemed, 2015

### SérieLa Disparition des enfants Greystone
1. La Disparition des enfants Greystone, Milan, 2019 ((en) The Strangers, 2019), trad. Leslie Damant-Jeandel, 416 p.  (ISBN 978-2-408-00424-8)
2. Les Imposteurs, Milan, 2020 ((en) The Deceivers, 2020), trad. Leslie Damant-Jeandel, 448 p.  (ISBN 978-2-408-00423-1)
3. Les Messagers, Milan, 2021 ((en) The Messengers, 2021), trad. Leslie Damant-Jeandel, 416 p.  (ISBN 978-2-408-00425-5)

### UniversLes 39 Clés

#### SérieLes 39 Clés
1. Ultime défi en Grande-Bretagne, Bayard Jeunesse, 2012 ((en) Into The Gauntlet, 2010), trad. Vanessa Rubio-Barreau, 288 p. (ISBN 978-2-7470-3261-2)

### Romans indépendants
- (en) Running Out of Time, 1995
- (en) Don't You Dare Read This, Mrs. Dunphrey, 1996
- (en) Leaving Fishers, 1997
- (en) Turnabout, 2000
- (en) Takeoffs and Landings, 2001
- (en) Because of Anya, 2002
- (en) Escape from Memory, 2003
- (en) The House on the Gulf, 2004
- (en) Double Identity, 2005
- (en) Claim to Fame, 2009
- (en) The Always War, 2011